# Evelise Veiga
Evelise Maria Tavares da Veiga, född 3 mars 1996, är en portugisisk friidrottare som tävlar i längdhopp och tresteg.

## Karriär
Vid olympiska sommarspelen 2020 i Tokyo slutade Veiga på 19:e plats i kvalet i tresteg. Vid medelhavsspelen 2022 i Oran tog hon brons i längdhopp.